# Jason Hayes
Jason Hayes, född i New Orleans i Louisiana, är en datorspelskompositör som bland annat har gjort spelmusiken till Starcraft, Diablo II, Warcraft III: Reign of Chaos och World of Warcraft.